# Evžen Čížek
Evžen Čížek (10. prosince 1904, Slezská Ostrava – 26. listopadu 1942, Bristolský záliv) byl československý armádní důstojník a vojenský letec. V době druhé světové války působil jako stíhač u Armée de l'air, kde se stal esem, a později sloužil u československých jednotek Royal Air Force.

## Životopis

### Mládí v Československu
Po maturitě na reálce v Ostravě absolvoval roku 1924 Vojenskou akademii v Hranicích a pěchotní aplikační školu v Milovicích a poté jako poručík pěchoty zastával různé nižší velitelské funkce. V roce 1928 se přihlásil k letectvu a do roku 1932 u něj sloužil jako pozorovatel. Po absolvování pilotního výcviku a kursu pro piloty stíhacích letounů ve Vojenském leteckém učilišti v Prostějově nastoupil službu u leteckého pluku č. 1, na letišti Praha-Kbely. V roce 1934 se zde stal velitelem 43. stíhací letky, a po povýšení na štábního kapitána dne 31. března 1937 převzal velení 44. stíhací letky, později přečíslované na 32. stíhací letku. Současně zastával funkci zástupce velitele stíhací peruti III/1. V době mobilizace na podzim 1938 byla jeho letka, vyzbrojená Aviemi B-534, zařazena v sestavě letectva III. armády na východním Slovensku.

### Útěk do Francie
Po rozbití republiky a německé okupaci českých zemí uprchl v červnu 1939 z Protektorátu do Polska, odkud byl transportem na lodi Chrobry v červenci dopraven do Francie, kde se zapojil do vznikajícího československého odboje.
Po přeškolení na francouzské stroje na základně v Chartres byl 2. prosince 1939 v čele tříčlenného československého roje přidělen ke groupe de chasse III/3, vybavené nejprve stíhačkami Morane-Saulnier MS.406 a později Dewoitine D.520. Během bojů ve Francii dosáhl pěti sestřelů letounů Luftwaffe, z toho tři ve spolupráci, za což byl vyznamenán řádem Čestné legie.
Po skončení bojů ve Francii v červnu 1940 odletěl do severní Afriky, kde organizoval přesun československých letců do Spojeného království. Sám opustil marockou Casablanku až v srpnu, neboť během pobytu zde onemocněl zánětem pohrudnice. Nejprve spolu s dalšími třemi letci na lodi Nereida přeplul do Lisabonu a na londýnské letiště Hendon dorazil na palubě linkového letadla 17. srpna 1940.

### V Royal Air Force
Poté, co se zotavil z následků nemoci, byl přijat do Royal Air Force zprvu v hodnosti Pilot Officer a po přeškolení na stroje Hawker Hurricane u 6. OTU v Sutton Bridge nastoupil 14. října 1940 do aktivní služby u 1. peruti RAF. Ke dni 12. prosince 1940 byl povýšen do hodnosti Squadron Leader a jmenován velitelem 312. (československé) peruti. Ve funkci vystřídal jejího prvního velitele S/Ldr Jána Ambruše.
Vzhledem k svému věku a stále se projevujícím následkům jeho afrického onemocnění musel ale již relativně brzy opustit operační službu a 27. května 1941 velení peruti předal štábnímu kapitánovi Klánovi.
Působil pak jako referent letectva u přednosty Vojenské kanceláře presidenta republiky divizního generála Hasala-Nižborského. 30. září 1941 pak vystřídal podplukovníka Alexandra Hesse ve funkci československého styčného důstojníka u štábu Velitelství stíhacího letectva, a při té příležitosti byl povýšen na majora a byla mu také propůjčena britská hodnost Wing Commander a později Group Captain.

### Smrt
Zahynul 26. listopadu 1942 během letu do waleského Llantwitu na pohřeb frekventanta 53. OTU Sgt. Františka Remeše, jehož se měl zúčastnit coby představitel československého letectva, jako pasažér při nehodě spojovacího letounu Foster Wicko GM-1 ES947 pilotovaného S/Ldr Jaškem, který se v nepříznivém počasí srazil s lanem přehradního balónu u Penarth Point nedaleko Cardiffu a následně spadl do Bristolského zálivu.
Pohřben je na Brookwoodském hřbitově u Londýna.

## Posmrtné ocenění
Posmrtně byl povýšen na podplukovníka letectva (1947) a později na plukovníka (1991).